# Socialna zvrst jezika
Socialne zvrsti jezika so pojavne jezikovne različice na podlagi upoštevanja družbene in družabne vloge, ki jo določena različica ima. Glede na to lahko slovenski jezik najširše razdelimo v dve socialni zvrsti, knjižno in neknjižno. Knjižni jezik je en sam, enak za vse Slovence, neknjižnih pa je več (na primer narečja, pogovorni jeziki)
Slovenski pravopis navaja naslednje socialne zvrsti slovenskega jezika:
- knjižni (standardni) jezik
  - knjižni zborni jezik
  - knjižni pogovorni jezik
- pogovorni jezik
- pokrajinske narečne skupine, narečja in mestne govorice
- interesne govorice (sleng, žargon in latovščina)

## Knjižni jezik
Knjižni jezik je najvišja in najbolj uzaveščena zvrst slovenskega jezika. Ima narodnozdruževalno in narodnopredstavno vlogo, saj ga gojimo kot vsenarodno sredstvo sporočanja. Za knjižni jezik je značilno, da se počasneje spreminja od neknjižnih oblik jezika.
Najbolj enotna in s pravili določena socialna ali družbena podzvrst knjižnega jezika je zborni jezik, ki ga govorimo pri skrbno pripravljenih nastopih, zlasti pa ga beremo in skoraj edinega pišemo.
Knjižno pogovorno zvrst uporabljamo za tvorjenje besedila v navzočnosti naslovnika, npr. na predavanjih in konferencah v manjšem krogu, pri uradovanju s strankami, na sestankih, lahko tudi v zasebnih pogovorih. V te zvrsti so načeloma samo žive prvine jezika, pogosteje srečujemo prvine pogovornega jezika. Od zbornega jezika se razlikuje v:
- glasovju (zlasti se izpuščajo nekateri nenaglašeni samoglasniki, na primer končni -i v nedoločnikih – delat namesto delati; lj se v nekaterih besedah izgovori kot l – kluč namesto zborno ključ),
- naglaševanju
- oblikah (npr. jejo namesto jedo)
- skladnji (preprostejša zgradba stavkov, npr. uporaba brezvezja) in
- besedju (uporaba pogovornih besed, npr. ja namesto da, adijo namesto na svidenje).